# Kowalewszczyzna (gromada)
Kowalewszczyzna – dawna gromada, czyli najmniejsza jednostka podziału terytorialnego Polskiej Rzeczypospolitej Ludowej w latach 1954–1972.
Gromady, z gromadzkimi radami narodowymi (GRN) jako organami władzy najniższego stopnia na wsi, funkcjonowały od reformy reorganizującej administrację wiejską przeprowadzonej jesienią 1954 do momentu ich zniesienia z dniem 1 stycznia 1973, tym samym wypierając organizację gminną w latach 1954–1972.
Gromadę Kowalewszczyzna z siedzibą GRN w Kowalewszczyźnie utworzono – jako jedną z 8759 gromad – w powiecie wysokomazowieckim w woj. białostockim, na mocy uchwały nr 24/V WRN w Białymstoku z dnia 4 października 1954. W skład jednostki weszły obszary dotychczasowych gromad Kowalewszczyzna, Kowalewszczyzna Folwark, Chomice, Mojsiki, Waniewo i Jeńki ze zniesionej gminy Kowalewszczyzna w tymże powiecie. Dla gromady ustalono 14 członków gromadzkiej rady narodowej.
13 listopada 1954 roku gromada weszła w skład nowo utworzonego powiatu łapskiego.
31 grudnia 1959 gromadę Kowalewszczyzna zniesiono, włączając ją do nowo utworzonej gromady Jeńki.